# 千葉健太 (体操選手)
千葉 健太（ちば けんた、 1996年4月4日）は、日本の体操選手。
台湾台北で開催された2017年夏季ユニバーシアードの体操競技団体総合で金メダルを獲得した。
インドネシアジャカルタで開催された2018年アジア競技大会の団体総合で銀メダルを獲得した。 
そして平行棒で銅メダルを獲得した。 
鉄棒とあん馬では決勝まで進んだ。
ベルギーアントウェルペンで開催された2023年世界体操競技選手権の団体総合で金メダルを獲得した。